# Gion Nándor

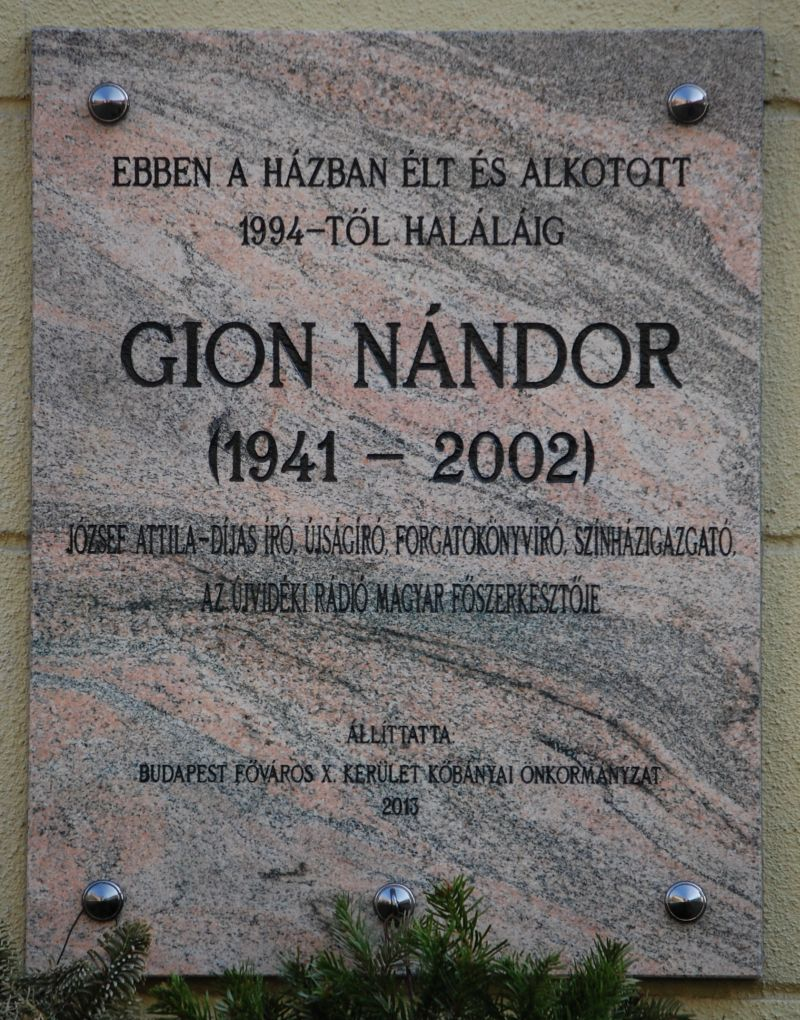
Gion Nándor emléktábla Kőbányán

Gion Nándor (Szenttamás, 1941. február 1. – Szeged, 2002. augusztus 27.) József Attila-díjas vajdasági magyar író, újságíró, forgatókönyvíró, tanár; az újvidéki rádió magyar főszerkesztője.

## Élete
Iparos családból származott. Szabadkán ipari iskolába járt, majd 1963-ban az újvidéki egyetem magyar nyelv és irodalom szakán szerzett diplomát. Egyetemi évei alatt az újvidéki magyar rádió ösztöndíjasa volt. Már ekkor megjelentek szépirodalmi alkotásai és írt tudósításokat, recenziókat, kritikákat – tagja lett az Új Symposion nemzedékének.
Végzése után nem ment tanítani, 1963-1983 között újvidéki magyar rádió munkatársaként dolgozott s gyakorlott tollforgatóvá vált. 1963-64-ben katonai szolgálatát töltötte Stipen (Macedóniában). A katonaság után vette feleségül egyetemista társát, Hegedűs-Budánovics Idát, aki 1967-ben – Gábor fiuk születése után néhány héttel – egy tragikus balesetben meghalt. Az anya nélkül maradt kisfiút Gion Nándor szüleire bízta, hogy ők neveljék fel a gyermeket.
Első sikerét az 1968-ban megjelenő Kétéltűek a barlangban című regényével érte el, majd a Testvérem, Joáb 1969-es regényével szintén a Forum Kiadó első díját kapta meg. Tehetsége és párttagsága is közrejátszott abban, hogy 1969-től az Új Symposion szerkesztőségének tagja lett, de sikerült kimaradnia a szerkesztőség későbbi koncepciós jellegű felszámolásából.
1970-ben jelent meg az Engem nem úgy hívnak című ifjúsági regénye, 1972-ben pedig a Postarablók című műve, majd 1973-ban pedig a Híd-díjas Virágos katona című regénye. 1977-ben olyan nagy sikert aratott A kárókatonák még nem jöttek vissza című gyerekregénye, hogy kötelező olvasmány lett az iskolákban (1983-ban film készült belőle), 1982-ben megjelent a mű folytatása, a Sortűz egy fekete bivalyért, amelyet szintén megfilmesítettek 1984-ben.
1979-1982 között a Vajdasági Íróegyesület elnöke, 1983-1985 között az Újvidéki Színház igazgatója volt. 1985-től az újvidéki rádió újságírója, szerkesztője, főszerkesztője. Munkásságára Magyarországon is felfigyeltek: 1987-ben Déry Tibor-díjat, 1988-ban József Attila-díjat kapott.
Jugoszlávia felbomlása idején a rábízott emberek védelme érdekében az utolsó pillanatig kitartott munkahelyén és a pártban, ezért romolhatott meg a kapcsolata egyes jugoszláviai és magyarországi írókkal. 1993 szeptemberében áttelepült Magyarországra családjával együtt. Nem sokkal később Varga Lajos Márton készített vele egy interjút, amely november 6-án jelent meg a Népszabadságban, s amelyben Gion úgy nyilatkozott, hogy be szeretne lépni a szabadkőművesek közé. A beszélgetésnek ugyan nem a szabadkőművesség volt a témája, de a meglepődött interjúkészítő mégis ezt emelte ki: a "Szabadkőműves szeretnék lenni" címet adta az írásnak. (A nyilvános jelentkezés sikeres lett, az írót 1994 januárjában felvették a Deák Ferenc, a Testvériséghez szabadkőműves páholyba.)
1994-ben megjelent az Izsakhár című regénye (2001-ben A Szivárvány harcosa címen film készült belőle). 1996-ban adta ki Mint a felszabadítók című kötetét, az Izsakhár folytatását. 1997-ben jelent meg a családtörténeti munka harmadik része: Ez a nap a mienk, majd 2002-ben a Forrás folyóiratban folytatásokban az Aranyat talált – a regénysorozat negyedik része. A regénytetralógia a Latroknak is játszott közös címet kapta.
Gion Nándor több komoly betegséggel is küzdött – 2002 augusztusában szállították be a szegedi Újklinikára, ahol másnapra meghalt. 2002. szeptember 12-én temették el a budapesti Farkasréti temetőben.
Életművének és személyiségének emlékét a határon túli fiatal alkotókat jutalmazó Gion-ösztöndíj őrzi. A Noran Kiadó vállalta Gion Nándor életművének megjelentetését, köztük a Magyarországon elérhetetlen szövegek kiadását. Szülőhelyén, Szenttamáson megkezdődött az író kultuszának kialakítása, amelynek központja a 2010-ben megnyílt Gion Emlékház.

## Művészete
Az 1960-as évek elején nagy változás történt a vajdasági magyar irodalomban: egységesen lépett fel egy viszonylag nagy létszámú fiatal nemzedék, amelyik semmiféle közösséget nem vállalt a korábbi, e nemzedék által provinciálisnak tartott vajdasági magyar irodalommal. Ez az úgynevezett Symposion nemzedék a Képes Ifjúság című lap irodalmi mellékletében jelentkezett, majd 1964-ben a Kontrapunkt című antológiában és ugyanekkor létrehozott folyóiratában, az Új Symposionban mutatkozott be.
A fiatalok később valamelyest „klasszicizálódtak”, de az új eszmék és irányzatok iránti nyitottságukat később is megőrizték. Ennek a nemzedéknek – Tolnai Ottóval együtt – kiemelkedő képviselője volt Gion Nándor. Ő is neoavantgárd kísérletekkel kezdte pályáját, laza időkezelésű, szabad asszociációkban bővelkedő lázadó kötettel indult, de már az 1960-as évek végén kialakította sajátos, elevenen, fordulatosan mesélő elbeszélői módszerét és stílusát. Művei ettől kezdve legtöbbször szülőföldjén, Szenttamáson és környékén játszódnak. Szemléletükre pedig az eleven meséléssel, visszatérő hősökkel, a képtelen és a természetes dolgok, események keverésével létrehozott „dúsított realizmus” jellemző.
A ciklikus történetekben gondolkodó szerző írásainak nagy részében kérdéses, hogy regénynek vagy novellagyűjteménynek tekinthetők-e, ugyanis ismétlődő figurák, helyszínek adják a kötőanyagot munkáihoz. Magyarországi alkotásaiban Hrabalra emlékeztetve megnőtt az anekdota szerepe.
Az életmű domináns része a jugoszláviai és magyarországi rendszerváltások tükre, amely ezért hiánypótlónak tekinthető. Gion Nándornak az aktualitásokon túlnövő és írásainak fennmaradását garantáló tulajdonsága varázslatos elbeszélő művészete.

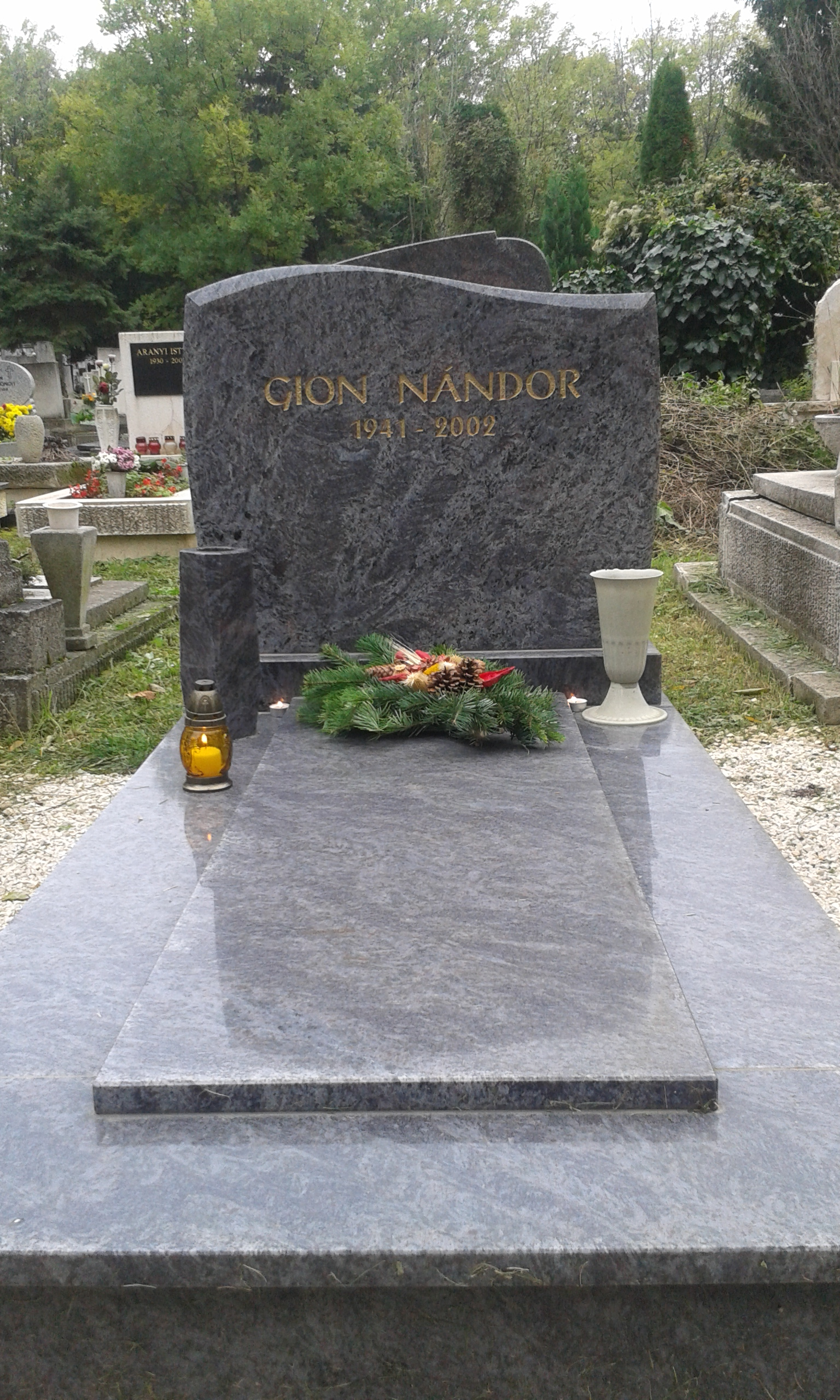
Gion Nándor sírja Budapesten. Farkasréti temető: 27-4-21.

## Művei

### 1989-ig
- Kétéltűek a barlangban; Forum, Novi Sad, 1968 (Symposion könyvek)
- Testvérem, Joáb; Forum, Novi Sad, 1968
- Engem nem úgy hívnak. Regény; Forum, Újvidék, 1970
- Ezen az oldalon; Forum, Újvidék, 1971 (Symposion könyvek)
- Postarablók. Regény; Móra–Fórum, Bp.–Újvidék, 1972
- Virágos Katona; Forum, Újvidék, 1973 (Jugoszláviai magyar regények)
- Olyan, mintha nyár volna; Forum, Újvidék, 1974 (Symposion könyvek)
- Latroknak is játszott. Virágos katona / Rózsaméz; Forum, Újvidék, 1976 (Jugoszláviai magyar regények)
- A kárókatonák még nem jöttek vissza; Forum, Újvidék, 1977
- Sortűz egy fekete bivalyért; Forum, Újvidék, 1982
- Az angyali vigasság. Novellák; Forum, Újvidék, 1985

### 1990–2002
- Börtönről álmodom mostanában. Regény; Forum–Szépirodalmi, Újvidék–Bp., 1991
- Izsakhár; Kortárs, Bp., 1994
- Mint a felszabadítók. Elbeszélések; vál., szerk. Domokos Mátyás; Osiris, Bp., 1996 (Osiris könyvtár. Irodalom)
- A vád (filmforgatókönyv, 1996)
- Latroknak is játszott. Virágos Katona / Rózsaméz / Ez a nap a miénk; Osiris, Bp., 1997
- Ez a nap a miénk; Osiris, Bp., 1997
- Jéghegyen, szalmakalapban. Válogatott novellák; vál., szerk. Domokos Mátyás; Osiris, Bp., 1998 (Osiris könyvtár Irodalom)
- Aranyat talált; Osiris, Bp., 2002

### 2003–
- Mit jelent a tök alsó? Novellák a hagyatékból; szerk. Valcsicsák Dóra; Noran, Bp., 2004
- Latroknak is játszott. Virágos Katona / Rózsaméz / Ez a nap a miénk / Aranyat talált; Noran, Bp., 2007 (Életmű)
- Börtönről álmodom mostanában / Kétéltűek a barlangban / Testvérem, Joáb / Izsakhár; utószó Fekete J. József; Noran, Bp., 2008 (Életmű)
- Az angyali vigasság. 6 regény; Noran Libro, Bp., 2010 (Életmű)
- Műfogsor az égből. Összegyűjtött elbeszélések; szerk., utószó Gerold László; Noran Libro, Bp., 2011 (Életmű)
- Véres patkányirtás idomított görényekkel. Naplók, interjúk és más írások; szerk. Gerold László; Noran Libro, Bp., 2012 (Életmű)
- Gion Nándor; vál., szerk. Horváth Futó Hargita és Kurcz Ádám István; Napkút–PIM–Gion Nándor Emlékház, Bp.–Szenttamás, 2018 (Hang-kép-írás)
- Krisztus katonái a Görbe utcából, A Bengáli Fantomas, Naponta két hamutartó, Virágos katona, Gyönyörű év kezdődött, Jéghegyek fölött, Fülek és fejek, Szivárvány harcosa Budapesten, Ott zöldebb volt az erdő és más művek; szerk., szöveggond. Kurcz Ádám István; Kalota Művészeti Alapítvány–Napkút, Bp., 2019

A Gion-műveknek eddig tizenkét nyelven huszonnyolc átültetése keletkezett, ezek közül tizenegy teljes kötetnek, a többi egy-egy novellájának és a vele készített interjúnak a fordítása. Az Újvidéki Rádió magyar és szerb nyelvű dráma-szerkesztősége és a Magyar Rádió közel félszáz hangjátékot rendezett az író műveiből.

## Díjai
- Híd Irodalmi Díj (1973)
- Neven-díj (1984)
- Déry Tibor-díj (1987)
- József Attila-díj (1988)
- Az Év Könyve Jutalom (1991, 1994)
- A Soros Alapítvány Életmű díja (1994)
- Az MTI-PRESS tárcanovella-pályázatának 1. díja (1996)
- Márai Sándor-díj (1998)
- Magyar Köztársaság Babérkoszorúja díj (2000)